# Cupa României 1959-1960
Ediția 1959-1960 a fost a 22-a ediție a Cupei României. Câștigătoare a devenit în premieră Progresul București.

## Șaisprezecimi de finală
Poli Timișoara	3 - 1	 Jiul Petroșani

 Petrolul Ploiești	2 - 0	 Pașcani

 Dinamo Obor	3 - 2	 Mureșul Târgu Mureș

 Siderurgistul	1 - 3	 Rapid București

 Prahova Ploiești	2 - 0	 Farul

 Metalul București	8 - 1	 Dinamo Tecuci

 ASA Sibiu	2 - 1	 UTA Arad

 Dinamo Bacău	4 - 1	 Rulmentul Bârlad

 Știința Cluj	3 - 1	 CFR Arad

 Progresul București	4 - 0	 Electroputere Craiova

 Dinamo București	4 - 3	 Metalul Târgoviște

 Minerul Lupeni	2 - 1	 CFR Cluj

 CCA București	5 - 0	 CSM Câmpina

 Steagul Roșu Or. Stalin	2 - 1	 Rapid II

 Parângul Lonea	1 - 0	 Olimpia Reșița

 CIL Sighetu Marmației	2 - 0	 CSM Rădăuți

## Optimi de finală
Știința Cluj	4 - 1	 ASA Sibiu

 Poli Timișoara	5 - 1	 Petrolul Ploiești

 Dinamo Bacău	3 - 0	 CIL Sighetu Marmației

 CCA București	8 - 0	 Metalul București

 Dinamo Obor	1 - 0	 Rapid București

 Minerul Lupeni	3 - 2	 Parângul Lonea

 Progresul București	4 - 0	 Steagul Roșu Or. Stalin

 Dinamo București	3 - 1	 Prahova Ploiești

## Sferturi de finală
Dinamo Obor	3 - 1	 Minerul Lupeni

 Dinamo Bacău	3 - 2	 Știința Cluj

 Poli Timișoara	1 - 0	 Dinamo București

 Progresul București	3 - 1	 CCA București

## Semifinale
Progresul București	2 - 0 (d.p.)	 Dinamo Bacău

 Dinamo Obor	4 - 2 (d.p.)	 Poli Timișoara

## Finala
| Progresul București | 2–0    | Dinamo Obor |
| ------------------- | ------ | ----------- |
| Oaidă 10' Soare 34' | Report |             |

| GK               | 1  | Petre Mândru        |
| DF               | 2  | Nicolae Smărăndescu |
| DF               | 3  | Alexandru Karikas   |
| DF               | 4  | Valeriu Soare       |
| MF               | 5  | Ovidiu Maior        |
| MF               | 6  | Nicolae Ioniță      |
| FW               | 7  | Nicolae Oaidă       |
| FW               | 8  | Mihai Smărăndescu   |
| FW               | 9  | Șerban Protopopescu |
| FW               | 10 | Victor Mafteuță     |
| FW               | 11 | George Marin        |
| Antrenor:        |    |                     |
| Augustin Botescu |    |                     |

| GK           | 1  | Ilie Datcu        |
| DF           | 2  | Buzeșan           |
| DF           | 3  | Kurt Gross        |
| DF           | 4  | Olteanu           |
| MF           | 5  | Stoica            |
| MF           | 6  | Constantin Ștefan |
| FW           | 7  | Buzatu            |
| FW           | 8  | I. Niculescu      |
| FW           | 9  | Filip Staudt      |
| FW           | 10 | Alexandru Vâlcov  |
| FW           | 11 | Tiberiu Selymesi  |
| Antrenor:    |    |                   |
| Gică Nicolae |    |                   |